# Municipio de Mesopotamia
El municipio de Mesopotamia (en inglés, Mesopotamia Township) es una subdivisión administrativa del condado de Trumbull, Ohio, Estados Unidos. Según el censo de 2020, tiene una población de 3404 habitantes.
Su nombre proviene de la antigua región de Mesopotamia.

## Geografía
Está ubicado en las coordenadas 41°27′49″N 80°57′14″O / 41.46361, -80.95389 (41.463508, -80.953789).  Según la Oficina del Censo de los Estados Unidos, tiene una superficie total de 69,48 km², correspondientes en su totalidad a tierra firme.

## Demografía
Según el censo de 2020, hay 3404 personas residiendo en la zona. La densidad de población es de 49,00 hab./km². El 97,53 % son blancos, el 1,00 % son afroamericanos, el 0,03 % es amerindio, el 0,03 % es asiático, el 0,03 % es isleño del Pacífico y el 1,38 % son de una mezcla de razas. Del total de la población, el 0,47 % son hispanos o latinos de cualquier raza.

## Gobierno
El municipio está gobernado por una junta de administradores (en inglés, trustees) de tres miembros, que se eligen en noviembre de los años impares por un período de cuatro años que comienza el 1 de enero siguiente. Dos son elegidos en el año posterior a las elecciones presidenciales y uno es elegido en el año anterior. También hay un funcionario fiscal electo del municipio, que cumple un mandato de cuatro años a partir del 1 de abril del año posterior a la elección, que se lleva a cabo en noviembre del año anterior a la elección presidencial. Las vacantes en la oficina fiscal o en la junta de administradores son cubiertas por los administradores restantes.